# Торе дел Сасо (Верона)
Торе дел Сасо је насеље у Италији у округу Верона, региону Венето.
Према процени из 2011. у насељу је живело 21 становника. Насеље се налази на надморској висини од 24 м.